# Jenny Marx
Johanna ”Jenny” Marx, född von Westphalen 12 februari 1814 i Salzwedel i Altmark, död 2 december 1881 i London, var en tysk socialist och teaterkritiker, född som baronessa. Hon var gift med Karl Marx. 
Jenny Marx var den som renskrev makens anteckningar och fungerade även som bollplank under hans arbete. De gifte sig 1843 och fick sju barn, varav fyra dog före tio års ålder. Deras gemensamma äldsta dotter hette Jenny Marx Longuet. Jenny Marx bror var inrikesminister i Preussen.
Karl Marx dedicerade sin doktorsavhandling Differenz der demokritischen und epikureischen Naturphilosophie (1841) åt Jennys far, Ludwig von Westphalen (1770–1842).